# Sinfonia n. 7 (Mozart)
La Sinfonia n. 7 in Re maggiore K 45 di Wolfgang Amadeus Mozart, fu completata a Vienna nel gennaio del 1768 dopo il ritorno della famiglia Mozart dal soggiorno a Olomouc e Brno in Moravia.

## Storia
La prima esecuzione probabilmente fu in un concerto privato. La sinfonia fu rivista e adattata per costituire l'ouverture dell'opera di Mozart La finta semplice, K. 51, composta e rappresentata più tardi quello stesso anno. L'ouverture stessa fu ulteriormente adattata in seguito con il risultato di creare una nuova sinfonia, conosciuta col numero K. 46a nella sesta edizione del catalogo Köchel del 1964. La partitura autografa è conservata a Berlino nella Biblioteca di Stato.

## Struttura
Nella versione originale (K. 45) l'organico previsto era costituito da due oboi, due corni, fagotto, due trombe, timpani, archi e basso continuo. Nell'ouverture sinfonica (K. 46a), invece, le trombe sono sostituite con i flauti, viene aggiunta un'altra parte per fagotto e la parte per timpani è soppressa.
I movimenti previsti sono:
1. Allegro, 4/4
2. Andante, 4/4
3. Minuetto e Trio, 3/4 (Questo movimento non è presente nella versione a "ouverture")[3]
4. Molto allegro, 2/4

## Rappresentazioni
Secondo il musicologo Neal Zaslaw, la prima esecuzione della sinfonia K. 45 potrebbe essere stata durante un concerto organizzato dal Principe di Galitzin, ambasciatore della Russia, nella sua residenza viennese alla fine del marzo del 1768.  La versione K. 46b invece fu eseguita per la prima volta alla première de La finta semplice, a Salisburgo, il 1º maggio 1769.